# Michaela Schaffrath
Michaela Schaffrath, nota anche con lo pseudonimo di Gina Wild (Eschweiler, 6 dicembre 1970), è un'attrice ed ex attrice pornografica tedesca.

## Biografia e carriera
Dopo gli studi ha lavorato per 10 anni come infermiera per i bambini disabili e successivamente ha posato nuda per Coupé, una delle riviste per adulti più vendute in Germania.
Nel 1999 il celebre direttore di Euro-porn Harry S. Morgan ha girato un video pornografico amatoriale con Schaffrath e suo marito. Schaffrath viene assunta come attrice pornografica professionista da Morgan che girerà otto film con Shaffrath sotto il nome di "Gina Wild".
Nel 2000 Schaffrath ha deciso di smettere di girare film pornografici e di diventare un'attrice tradizionale. Da allora ha avuto molti ruoli secondari nei film tedeschi.

## Vita privata
Il 7 ottobre del 1994 si è sposata con Axel Schaffrath. Il 1º febbraio 2005 ha annunciato la sua separazione da Axel e ufficialmente ha ottenuto il divorzio il 22 dicembre 2005.

## Riconoscimenti
- 1999 Venus Best New Female Starlet – Germany[2]
- 2000 Venus Best Actress – Germany[2]

## Filmografia

### Pornografica
- Gina Wild - 150 Minuten Special (2002)
- Gina Wild - Jetzt wird es schmutzig 6 - Im Rausch des Orgasmus (2001)
- Gina Wild - Jetzt wird es schmutzig 7 - In der Hitze der Nacht (2001)
- Gina Wild - Jetzt wird es schmutzig 5 - Ich will euch alle (2000)
- Teeny Exzesse 59: Kerle, Fötzchen, Sensationen (2000)
- The Very Best of Gina Wild (2000)
- Gina Wild - Jetzt wird es schmutzig 4 - Durchgefickt (1999)
- Gina Wild - Jetzt wird es schmutzig 3 - Orgasmus pur (1999)
- Gina Wild - Jetzt wird es schmutzig 2 - Ich will kommen (1999)
- Gina Wild - Jetzt wird es schmutzig (1999)
- Joker 6: Die Sperma-Klinik (1999)
- Maximum Perversum - Junge Fotzen, hart gedehnt (1999)

### Altri generi
- Schöne Männer hat man nie für sich allein (2004)
- Crazy Race 2 - Warum die Mauer wirklich fiel (2004)
- Clever! - Die Show, die Wissen schafft (2004)
- Wahre Liebe (2004)
- Apprentass (2004)
- Der tote Taucher im Wald (2000)
- Taff (2003)
- TV Total (2003)
- Déjà vu (2001/III)